# Oia (Santorin)
Pour l’article homonyme, voir Oia pour le genre d'araignée.
Pour les articles homonymes, voir Oia.
Oia ou Ía (en Οία / Oía, prononcé : /ˈi.a/) est une localité de Santorin, petit archipel grec faisant partie des Cyclades, en mer Égée. Elle est située à 11 km au nord-ouest de Fira, en surplomb de la caldeira, sur la côte constituant la pointe nord-ouest de l'île. Elle est reliée à ses deux ports par des escaliers.
Le village est aussi appelé Apáno Meriá ou Anomeriá (Απάνω Μεριά, Ανωμεριά), « Les Hauts » ; il a été renommé Oia dans les années 1930, en référence au port de la ville antique de Théra, situé au sud de l'île sur l'actuelle plage de Kamári.
Parmi les monuments emblématiques et pittoresques de l'île figurent l'église Saint-Jean-Baptiste et l'église de la Résurrection-du-Christ.

## Administration
Avant la réforme Kalikratis de 2010, elle constituait avec l'île de Thirassía la communauté de Oia, à présent fusionnée dans l'actuel dème de Théra.

## Histoire
Pendant la domination latine, elle constituait un des châteaux de l'île, sous le nom de Château Saint-Nicolas (Καστέλι του Αγίου Νικολάου), dont l'existence remonte à 1480.
Elle fut en grande partie détruite par le séisme de 1956.

## Galerie

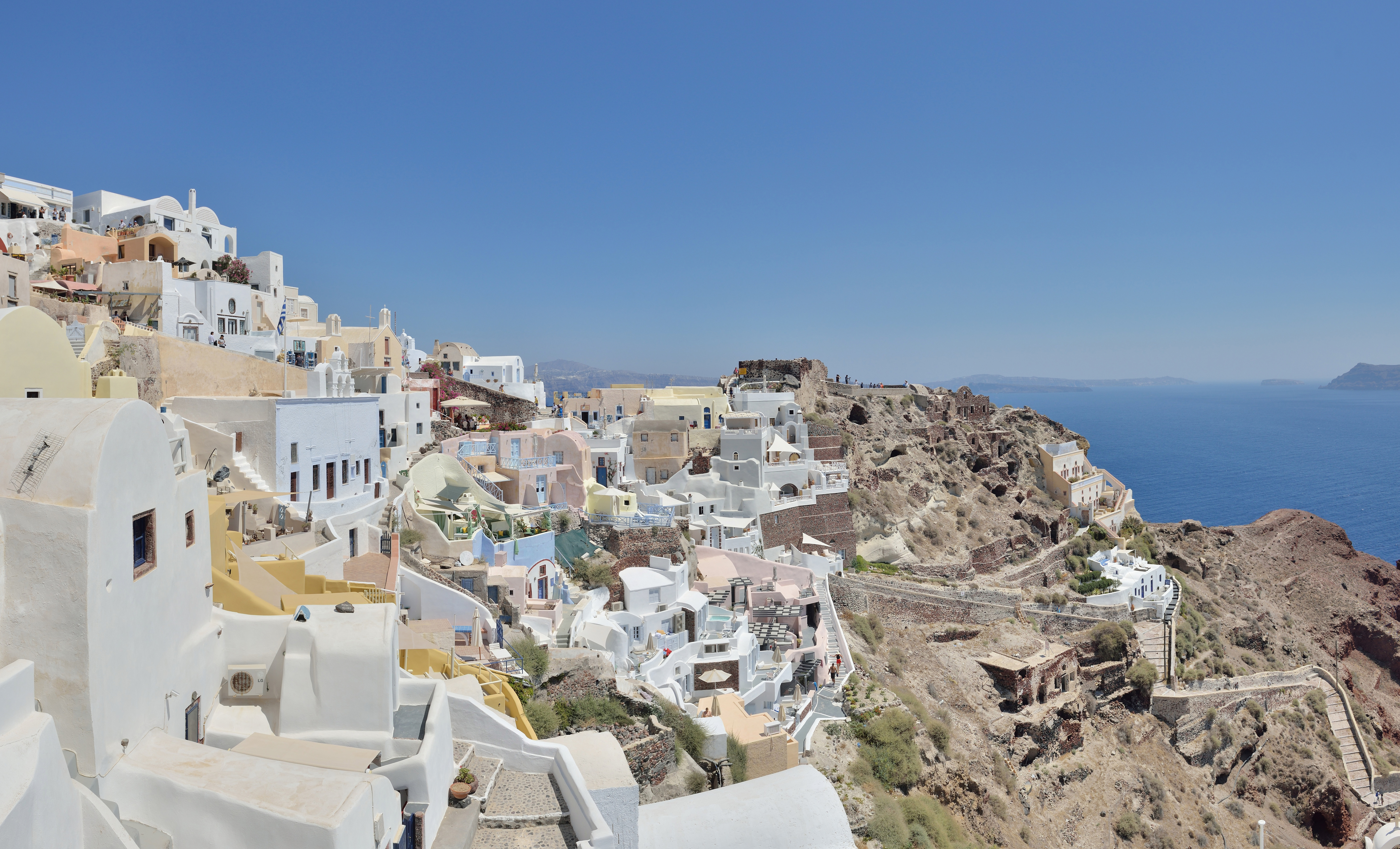
Vue d'Oia et des ruines du château vénitien.
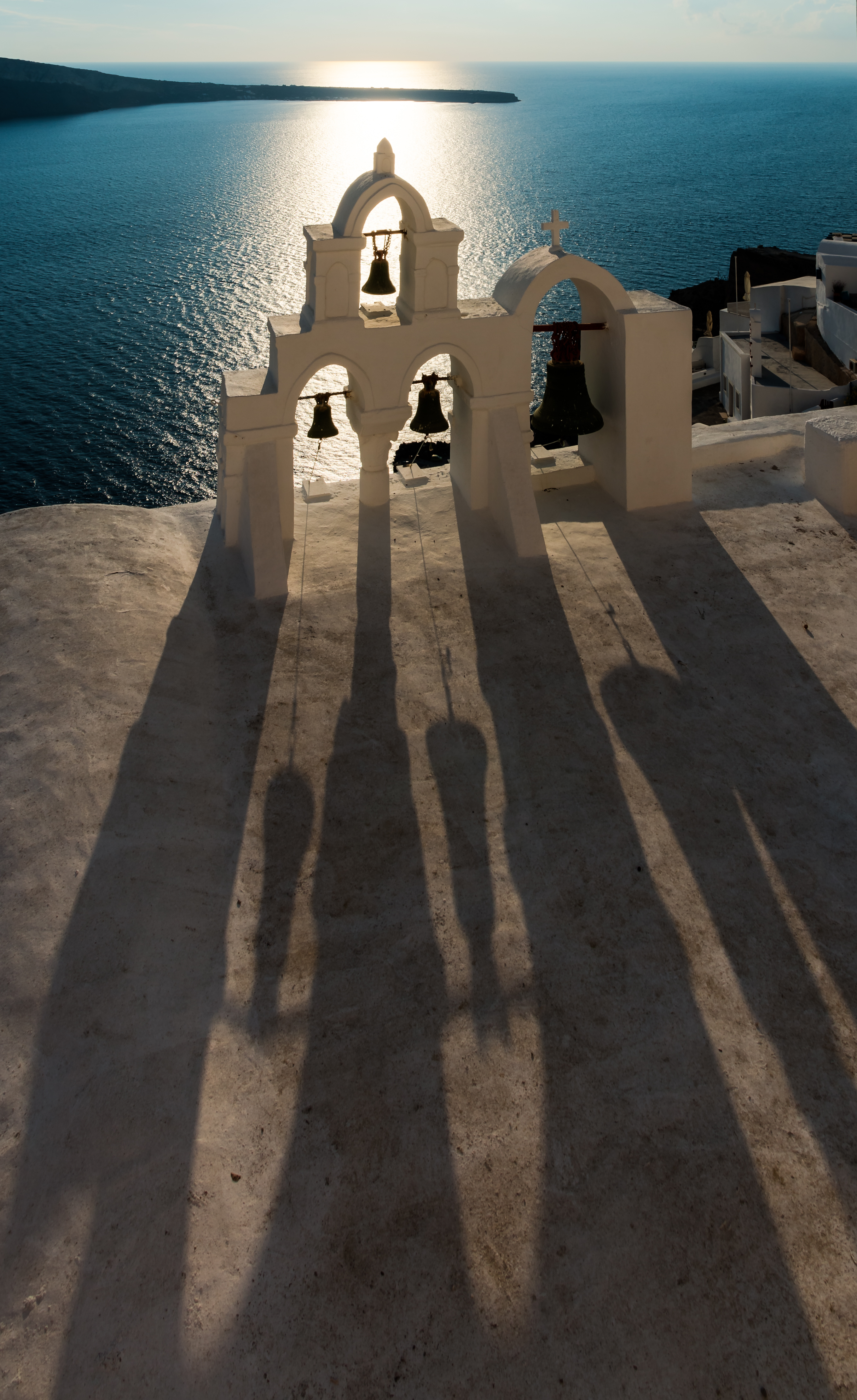
Quatre cloches sur l'île.
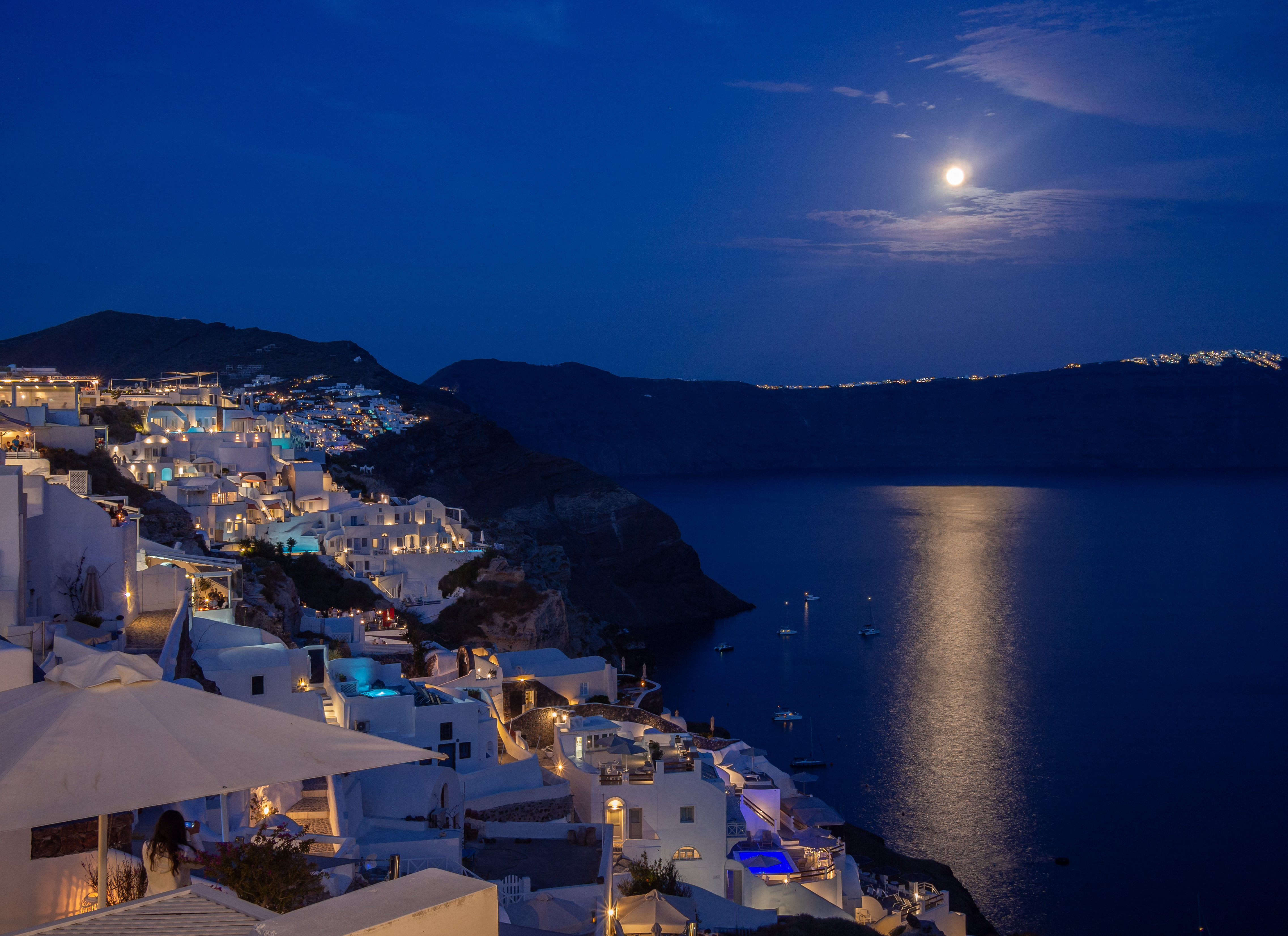
Clair de Lune à Oia.